# Евстати Илиев
Евстати Илиев е български общественик и революционер, деец на Вътрешната македоно-одринска революционна организация и Върховния македоно-одрински комитет.

## Биография
Евстати Илиев е роден в град Берковица. Участва в Четническата акция на Македонския комитет от 1895 година в четата на Стойо Костов. По-късно е член на Тайния македонски революционен кръжок „Трайко Китанчев“. Дълго време живее в Цариброд, където има собствена аптека. Установява се в София около 1930 година, където членува в Илинденската организация.